# Огнище
 Тази статия е за архитектурна конструкция.  За епидемиологичният термин вижте Епидемиологично огнище.  
Огнището е място, предназначено за разпалване и поддържане на открит огън.
Хората изграждат и използват огнища от най-дълбока древност. В пещерните седименти от епохата на палеолита се откриват оръдия от кремък, кост и рог, огнища, керамика, и кости на убити животни.
Първите огнища са били изградени от няколко камъка, подредени в кръг. Древните хора обикновено ги изграждали при входа на пещерите, които обитавали. Така освен, че предоставяло топлина и светлина, огнището защитавало пещерата от диви зверове и насекоми.
През Средновековието, огнищата са примитивна камина или печка, изработена от камък или тухли и използвана за готвене, осветление и отопление. Тогава огнищата се разполагали в централната и най-важна част на къщата. Около домашното огнище се събирало цялото семейство. Така огнището в преносен смисъл се превръща в символ и архетип на дома.
Съвременният човек изгражда и използва огнища основно за развлечение, най-често по време на пикник. По същество, барбекюто е модернизирано огнище.
Огнищата се използват и с церемониална цел, както Олимпийският огън и вечният огън, в памет на загиналите за родината войници.